# 马丁斯贝格
马丁斯贝格是奥地利下奥地利州茨韦特尔县的一个市镇。总面积33.75平方公里，总人口1197人，人口密度35.5人/平方公里（2005年）。